# بنزو (جی) فلوئورانتن
بنزو(جی)فلوئورانتن (به انگلیسی: Benzo(j)fluoranthene) با فرمول شیمیایی C۲۰H۱۲ یک ترکیب شیمیایی است. که جرم مولی آن ۲۵۲٫۳۰۹۳ g/mol می‌باشد. شکل ظاهری این ترکیب، جامد است.